# Serué
Serué es una localidad y antiguo municipio de España, perteneciente al actual municipio de Caldearenas, en la comarca osecense del Alto Gállego, en Aragón.

## Historia
Serué se divide en dos barrios con algunas edificaciones con elementos del siglo XVIII. Destacan Casa Usieto, Casa Antón, Casa Cristóbal y el Palacio de los Marqueses de Montemuzo, situado este último en la entrada de la localidad. La iglesia parroquial fue construida en el siglo XVI y más tarde modificada y la fuente del lugar está fechada en 1762.

## Geografía humana

### Demografía
| Gráfica de evolución demográfica de Serué entre 1842 y 1940 |
| |
| Población de derecho según los censos de población del INE Población de hecho según los censos de población del INEEntre el censo de 1857 y el anterior, crece el término del municipio porque incorpora a 225098 (Escusaguás) y 225230 (San Vicente) Entre el censo de 1950 y el anterior, este municipio desaparece porque se integra en el municipio 22514 (Aquilué) |

### Localidad
Datos demográficos de la localidad de Serué desde 1900:
| 124                   | 108 | 108 | 89 | 85 | 74 | 45 | 27 | 20 | 17 | 18 | 19 | 16 |
| (Fuente: IAEST e INE) |     |     |    |    |    |    |    |    |    |    |    |    |

- Datos referidos a la población de derecho.

### Antiguo municipio
Datos demográficos del municipio de Serué desde 1842:
| 87            | 223 | 209 | 176 | 196 | 216 | 225 | 219 | 204 | 172 | 134 | -- |
| (Fuente: INE) |     |     |     |     |     |     |     |     |     |     |    |

- Entre el censo de 1857 y el anterior, crece el término del municipio porque incorpora a Escusaguás y San Vicente.
- Entre el censo de 1950 y el anterior, este municipio desaparece porque se integra en el municipio de Aquilué.
- Datos referidos a la población de derecho, excepto en los censos de 1857 y 1860 que se refieren a la población de hecho.